# Laguna Cuzcachapa
La laguna Cuzcachapa (también Cuscachapa) es un cuerpo lacustre ubicado a 0,8 kilómetros al este de la ciudad salvadoreña de Chalchuapa. Esta masa de agua se encuentra sobre un cráter volcánico de tamaño pequeño cuyo cuerpo magmático colapsó; su tamaño aproximado es de 360 metros norte-sur y de 250 m este-oeste. Este sitio arqueológico se registra entre los primeros con ocupación humana en la zona arqueológica de Chalchuapa posiblemente por ser un importante lugar de abastecimiento de agua. 

## Ocupación
La laguna Cuzcachapa junto con el sitio arqueológico El Trapiche son los lugares con ocupación más temprana en la zona arqueológica de Chalchuapa, ambos para el período preclásico. Para Cuzcachapa es evidente la presencia de asentamientos humanos tempranos en la orilla norte.